# Sun Yuanliang
Dans ce nom chinois, le nom de famille, Sun, précède le nom personnel.
Pour les articles homonymes, voir Sun.
Sun Yuanliang (孫元良, 17 mars 1904-25 mai 2007) est un général du Kuomintang qui est le dernier membre survivant de la première promotion de l'académie de huangpu, ainsi que le dernier officier survivant de la seconde guerre sino-japonaise. Sa carrière comprend l'incident du 28 janvier 1932, la guerre contre les Japonais et la guerre civile chinoise.

## Jeunesse et formation
Sun est né à Chengdu dans la province du Sichuan en 1904. De 1922 à 1924, il étudie à l'université de Nankin puis à l'université de Pékin. Son oncle, Sun Zhen, l'aide à entrer à l'académie de Huangpu. Il se démarque lors de l'expédition du Nord et Tchang Kaï-chek l'envoie étudier au Japon à l'académie de l'armée impériale japonaise avant de revenir en Chine en 1928. Il est nommé premier commandant de la 88e division (en), une unité d'élite entraînée par les Allemands. En 1934, Sun et Tang Enbo réussissent à encercler le soviet du Jiangxi–Fujian (en) et à couper la retraite communiste au Sud. Il est alors promu lieutenant-général.

## Seconde guerre sino-japonaise
Lors de l'invasion japonaise de Shanghai en 1932, Sun mène sa division à Miaohang et remporte, selon les médias chinois, la première victoire militaire sur le Japon. Lorsque la guerre éclate entre la Chine et le Japon en 1937, Sun et sa division participent à la bataille de Shanghai. Il donne personnellement l'ordre au commandant Xie Jinyuan de tenir les entrepôts Sihang à la fin de cette bataille de trois mois. Durant la bataille de Nankin en décembre 1937, Sun et ses troupes sont encerclés par près d'un quart de million de soldats japonais. Le supérieur de Sun, Tang Shengzhi, fuit la ville sans laisser d'instructions claires pour une possible retraite. Sun est forcé d'abandonner son poste durant le chaos qui s'ensuit et de partir de Nankin. Tchang Kaï-chek le relève de sa fonction pendant deux mois et Sun ne reçoit pas d'autre commandement avant 1939. En 1944, l'armée impériale japonaise lance l'opération Ichigo, menée par Shunroku Hata, la plus grande offensive militaire contre le gouvernement nationaliste depuis la bataille de Wuhan, la plupart des meilleurs troupes chinoises est au Yunnan ou en Birmanie, et plus d'un demi-million de soldats japonais attaquent les principales lignes de chemin de fer et les grandes villes, et l'avant-garde de la 11e armée japonaise ne se trouve plus qu'à une centaine de kilomètres de Chongqing, la nouvelle capitale. Tchang Kaï-chek envoie neuf cents hommes du 29e corps de Sun dans le Sud de Chongqing et ils réussissent à chasser la 3e division japonaise malgré leur infériorité numérique et technique. Sun est promu général et commandant de la 16e armée. Tchang le décore personnellement de l'ordre du Ciel bleu et du Soleil blanc.

## Guerre civile chinoise
Après la guerre contre le Japon, Sun est nommé commandant de la garnison de Chongqing et de Nankin, tout en restant commandant de la 16e armée. Il participe aux premières campagnes victorieuses contre les forces communistes avec ses anciens camarades de classe, Du Yuming, Fan Hanjie, Hu Lien et Liu Yuzhang. Les communistes perdent tous leurs territoires dans le centre et l'Est de la Chine sauf au Shandong et au Henan. En novembre 1948, la bataille décisive de la guerre civile commence, la campagne du Huaihai (en). Du fait de l'incompétence de Liu Chih et d'espions communistes dans les rangs nationalistes, les troupes de Sun son encerclées par celles de Su Yu. En vétéran aguerri, il demande à Du Yuming, le vice-commandant des troupes nationalistes, de fuir avant qu'il ne soit trop tard. Du, étant loyal à Tchang Kaï-chek, décide d'attendre les renforts que Tchang a promis. Sun décide de battre en retraite de son propre chef, sa 16e armée est détruite par les troupes communistes, mais il sort sain et sauf de Nankin. Tchang le nomme de nouveau à la tête de la 16e armée et le charge de réorganiser l'unité. En 1949, alors qu'il défend le Sichuan d'une attaque communiste, la plupart de ses officiers font défection et rejoignent l'ennemi. Sun est forcé de quitter ses fonctions de commandant et suit Tchang Kaï-chek à Taïwan.
Sa vie civile est un succès et il ouvre une entreprise à Taïwan.
Sun décède à l'âge de 103 ans, le 25 mai 2007 à Taïwan.